# Líadain
Líadain (im englischen Sprachraum oft Liadain) ist die Hauptfigur der im 7. Jahrhundert in Irland handelnden Liebesgeschichte Comracc Líadaine ocus Cuirithir (Das Zusammentreffen von Líadain und Cuirithir). Die Geschichte kann eine reale Person als Inspiration haben, einen Beleg dafür gibt es nicht. Die Geschichte wurde im 9. Jahrhundert oder frühen 10. Jahrhundert in altirischer Sprache geschrieben.

## Geschichte
Das Comracc Líadaine ocus Cuirithir wurde von Kuno Meyer 1902 editiert und ins Englische übersetzt. Danach geht die Geschichte so:
Líadain, eine gefeierte Dichterin aus Corkaguiney im heutigen County Kerry, ist auf Tournee im nördlich gelegenen Connacht. Dort trifft sie Cuirithir mac Doborchu (oder Cuirithir von Connacht), ebenfalls ein Dichter, in den sie sich verliebt. Cuirithir drängt darauf, dass sie sich vereinen. Ein gemeinsamer Sohn würde sicher berühmt werden. Líadain widersteht dem aber. Sie will nicht, dass ihre Reiseplanung und Engagements deswegen unterbrochen werden. Stattdessen schlägt sie Cuirithir vor, dass er danach Connacht verlassen und sie bei sich in ihrem Haus besuchen könnte. Sie schlafen in der Nacht miteinander und trennen sich am nächsten Tag.
Als Cuirithir endlich im Süden bei Líadain eintrifft, ist sie eine Nonne. Es bleibt unklar, ob dies eine Entscheidung aus religiösen Gründen oder zur Wahrung ihrer Unabhängigkeit gewesen ist. Später wird beschrieben, dass die Eile, mit der sie den Schleier genommen hatte, Cuirithir das Herz gebrochen hat. Das Paar sucht geistlichen Beistand bei Cummaíne Fota (irischer Abt, Bischof, † 626) und Líadain und Cuirithir gehen die wechselseitige Verpflichtung einer anmchairde (Amicitia) ein.
Die beiden leben als Mönch und Nonne getrennt und von Cummaíne Fota beaufsichtigt. Sie dürfen auch nur zu verschiedenen Zeiten umhergehen. Beide sehnen sich aber nach körperlicher und emotionaler Nähe und Líadain bittet Cummaíne um einen Aufschub ihrer Trennung. Das wird unter der Bedingung, dass ein Novize der Gemeinschaft als Wächter zwischen ihnen schläft, gewährt. Es klappt aber anscheinend nicht, denn Cuirithir wird an einen anderen Ort versetzt und geht dann innerhalb Irlands auf Pilgerreise. Líadain macht sich auf die Suche nach ihm. Als Cuirithir hört, dass Líadain nach ihm sucht, sticht er in See um seine Pilgerreise in fernen Ländern fortzusetzen. Sie sehen sich nie wieder. Líadains Gefühle für Cuirithir lassen nie nach und sie stirbt am Ende an gebrochenem Herzen. In ihrem poetischen Selbstgespräch zeigt sich, dass sie zwar ihre Entscheidung getroffen hat und dazu steht, die Reue aber tiefgreifend ist:
Cen áinius

in chaingen dorigenus:

an rocharus rocráidius

Ba mire

ná dernad a airer-som,

manbad oman ríg nime.

Ní bú amlos

dó-sum in dul dúthracair

ascnam sech péin hi pardos.

Becc mbríge

rocráide frim Cuirithir:

fris-seom ba mór mo míne.

Mé Líadain

rocharussa Cuirithir:

is firithir adfiadar.

Gair bása

hi coimthecht mo Chuirithir:

frissom ba maith mo gnássa.

Céol caille

fomchanad la Cuirithir

la fogur fairce flainne.

Doménainn

ní cráidfed frim Chuirithir

do dálaib cacha ndénainn.

Ní chela!

ba hésom mo chrideṡerc,

cía nocharainn cách chenae.

Deilm ndegae

rotethainn mo chridesae,

rofess nícon bíad cenae.
Joyless

The bargain I have made!

The heart of him I loved I wrung.

‘Twas madness

Not to do his pleasure,

Were there not the fear of the King of Heaven.

To him the way he has wished

Was great gain,

To go past the pains of Hell into Paradise.

‘Twas a trifle

That wrung Curithir’s heart against me:

To him great was my gentleness.

I am Liadain

Who loved Curithir:

It is true as they say.

A short while I was

In the company of Curithir:

Sweet was my intimacy with him.

The music of the forest

Would sing to me when with Curithir,

Together with the voice of the purple sea.

Would that

Nothing whatever of all I might do

Should wring the heart of Curithir against me!

Conceal it not!

He was the love of my heart,

If I loved every other.

A roaring flame

Dissolved this heart of mine,

However, for certain it will cease to beat.
Comracc Líadaine ocus Cuirithir (Übersetzung von Kuno Meyer)

## Interpretation und Rezeption
Literarisch stehen der ausdrucksstarken Poesie der wörtlichen Rede und der Selbstgespräche kurze Prosasätze mit kargen Informationen gegenüber. Líadain ist die Hauptfigur der Erzählung über die Spannung zwischen Verpflichtungen und Liebe füreinander. Sie spricht weit mehr der Zeilen im Text als Cuirithir. Sie ist diejenige, die von konkurrierenden Wünschen geplagt und gezogen wird. Sie will alles haben und kann es nicht, was eine durchaus zeitüberdauernde Lebenserfahrung ist. Wir bekommen auch ein starkes Gefühl für ihr Talent als Dichterin, eine Gabe, die sie nicht vergeuden wollte, und tatsächlich ist es ihr Ruhm, nicht der ihres Partners, der in der irischen Literaturgeschichte erhalten geblieben ist.
Der Text hat Bedeutung für die Stellung der Frauen im frühmittelalterlichen Irland. “Comracc Líadaine ocus Cuirithir is a particularly important example in the discussion of medieval Irish attitudes towards women, since in this tale the expected pattern of the sexually unstable woman who ruins the man’s career is reversed, and Líadain is shown to be the wiser and stronger of the two.”
Judy Chicago widmete ihr eine Inschrift auf den dreieckigen Bodenfliesen des Heritage Floor ihrer Installation The Dinner Party. Die mit dem Namen Liadain beschrifteten Porzellanfliesen sind dem Platz mit dem Gedeck für Hrotsvit zugeordnet.